# Liste der österreichischen Gesandten in Hessen-Kassel
Liste der österreichischen Gesandten im Kurfürstentum Hessen (Hessen-Kassel).

## Gesandte
1815: Aufnahme diplomatischer Beziehungen
- 1815–1815: Leopold von Daiser (–1856)
- 1815–1815: Johann Rudolf von Buol-Schauenstein (1763–1834)
- 1815–1816: vakant
- 1816–1820: Johann Peter Theodor von Wacquant-Geozelles (1754–1844)
- 1820–1827: Caspar Philipp von Spiegel-Diesenberg (1776–1837)
- 1827–1838: Carl von Löwenherz-Hruby und Geleny (1825–1887)
- 1839–1843: Franz Seraphin von Kuefstein (1794–1871)
- 1843–1851: Edmund von Hartig (1812–1883)
- 1851–1855: Damian Friedrich von Ingelheim (1807–1888)
- 1855–1857: Joseph von Philippović (1818–1889)
- 1857–1863: Ladislaus von Karnicki (1820–1883)
- 1864–1866: Ludwig von Paar (1817–1893)

1866: Abbruch der Beziehungen am 26. Juni